# Брук, Фридрих Михайлович
Брук Фридрих Михайлович (род. 1937 г.) (Fridrich Bruk) — советский и финский композитор. Член Союзов композиторов Финляндии и СССР (России).

## Биография
В 1956 году Фридрих Брук окончил музыкальную школу при Харьковской государственной консерватории, в 1961 году — Ленинградскую государственную консерваторию им. Н. А. Римского-Корсакова по классу композиции и оркестровки.
Работал в нескольких ленинградских театрах, написал музыку к 30 спектаклям и 14 кинофильмам.
Его песни исполняли Эдита Пьеха, Анатолий Королёв, Эдуард Хиль, Николай Соловьев, Владимир Городничий.
С 1968 г. работал музыкальным редактором киностудии «Леннаучфильм».
С 1973 года переехал с супругой в Финляндию.
Его танго «Тихо играл прибой» стало в Финляндии шлягером.

## Избранные произведения
- Опера Сорок первый (Ленинград, 1960);
- Ветер: «Ветер! Ветер! Что за непоседа!…»: Для голоса с фортепиано
- Песня Водопад: «Я пришел к тебе…»
- Песня Деревянная Венеция: «Есть такой поселок Свирица…»
- Песня Жить, как Ленин
- Песня Заонежская красота: «Разбросали ветра…»-
- Песня Зорька-зоренька:-
- Песня Карелочка: «У карелочки хорошие глаза…»
- Вокально-симфоническая поэма-кантата: Коммунист
- Ортатория в 5 частях Ленинская коммуна
- Оратория Ленинская коммуна
- Танец для 2 баянов Лыжники
- Оратория Мост в коммунизм
- Песня Над Олонкой-рекой
- Песня Ой, опять черемуха…
- Песня Русский дождь: «Дождь, дождь над равниной русской…»
- Музыкальная пьеса к фантастической комедии Р. Корнева. Синие аисты
- Сказка: «За лесным поселком Ляскеля…»
- Песня Сто друзей: «В условный срок…»
- Соната для кантеле Sonaatti kanteleelle
- Баллада о первом октябренке (1972)
- Увертюра (1961),
- Поэма Коммунист (1961),
- Поэма Бессмертие (1966)
- Увертюра Северный край (1968);
- Музыка к фильму «Тяпа, Ляпа и Жаконя» (1965)
- Сюита роз [Ноты] : для флейты и фортепиано 91991)
- Песни на стихи Ф.Брехта
- «Рождественская оратория»
- Симфония № 1 для оркестра и тромбона (1998)
- Симфония № 2 для оркестра и фортепиано (1999)
- Симфония № 3 «Художник Шагал» для оркестра и тенора (2000)
- Симфония № 4 «Карелия» для оркестра, сопрано и баса (2002)
- Симфония № 5 "In the Jewish (2002)
- Симфония № 6 (2001—2006)
- Симфония № 7 (2006)
- Симфония "Карелия (2001)
- Симфония «Художник Шагал» (2003)

## Награды
- Крест Ордена Финского льва (1988)